# Mentales Lexikon
Das mentale Lexikon (von lateinisch mens „Denken, Verstand, Geist“, und altgriechisch lexikón „das Wort betreffend“, von léxis „Rede, Wort“ und dem zugehörigen Verb légein „sammeln, sprechen, [auf-]lesen“), auch das innere Lexikon, ist ein Oberbegriff für die Art und Weise, wie das Gehirn den Wortschatz, d. h. die Form und die Bedeutung der einzelnen Wörter, organisiert. Ein Lexikon ist eine Beschreibungsebene, die zur Kodifizierung des Wortschatzes einer Sprache dient, soweit seine Formen und Bedeutungen nicht aus den allgemeinen Regularien des Sprachsystems abgeleitet werden können. Die britische Linguistin Jean Aitchison (* 1938) arbeitete den Begriff „mentales Lexikon“ (englisch human word-store) im Jahre 1987 heraus.

## Hintergrund
Das psycholinguistische Modell erwuchs aus dem Bedürfnis, zu verstehen, auf welche Art Wörter und deren Bedeutung im Gehirn repräsentiert sind. Der Wortschatz eines erwachsenen Muttersprachlers umfasst bis etwa 200.000 Wörter. Als Sprecher kann er im Schnitt pro Sekunde drei Wörter produzieren und als Hörer und Leser mindestens ebenso schnell Wörter erkennen und verstehen.
Das Modell versucht darzustellen, auf welche Weise das mentale Lexikon
- intern organisiert ist,
- die paarweise vorliegenden Informationen für Wort und Bedeutung anlegt, abspeichert und auf die Worteinträge zugreift,
- die Einträge für das Verständnis beim Lesen und Hören zunächst repräsentiert und weiterleitet.

Weitere Ziele sind die Abgrenzung des inneren Lexikons als Sachwissen gegenüber Weltwissen und mentaler Grammatik und die Ausarbeitung der wechselseitigen Bezüge.
Derzeitige Schwerpunkte der Forschung sind
- der Vorgang der Worterkennung (siehe auch Logogen)
- die Auflösung von Polysemie und der unweigerlich mit jeder gesprochenen Sprache verbundenen semantischen Ambiguität
- die Integration der lexikalischen Information im Umfeld auf Satz- und Diskursebene
- die Speicherung ganzer Wortfamilien
- der Aufbau des Vokabulars im (auch Fremd-)Spracherwerb
- die Repräsentation von Wortarten
- und die Behandlung von semantischen Prototypen, neuen Wörtern und Nichtwörtern

im inneren Lexikon.
Das gleichzeitige Fortschreiten der Technik und die Entwicklung immer feinerer Messmethoden zog wesentliche Fortschritte nach sich. Die präzisere Messung von immer kleineren Zeitspannen sowie das verfeinerte semantische Priming kombinierter Darstellungen erlauben es im Experiment, in Echtzeit die Aktivierung (nicht nur) lexikalischer Inhalte (welche unbewusst verlaufen) im Gehirn der Probanden nachzuweisen und auch darzustellen.
Das Modell des mentalen Lexikons avanciert zum zentralen Aspekt der Psycholinguistik, da alle von ihr erforschten Themen unmittelbar mit der Grundeinheit Wort verknüpft sind. Schließlich beziehen sich alle sprachlichen Strukturebenen (Phonologie, Morphologie, Syntax, Semantik, Pragmatik) auf das einzelne Wort (Lexem).
Das innere Lexikon ist ein Langzeitspeicher für Wörter und deren Bedeutung. Der Sitz des inneren Lexikons ist das Langzeitgedächtnis, da die Informationen notwendigerweise über längere Zeit hinweg abrufbar sein müssen.
Das Wortwissen setzt auf zwei Komponenten auf, zum einen auf dem Lemma, das die semantische Bedeutung und die grammatische Kategorie des Wortes enthält, und zusätzlich auf dem Lexem. Hinter dem Lexem verbirgt sich das Wissen um die Wortform, die Lautgestalt, morphologischen Aufbau und dessen Schreibweise repräsentiert. Beim Abspeichern und Abruf eines Eintrages im Gehirn sind demnach mehrere Informationen gleichzeitig zugänglich: die Wortbedeutung (semantische Informationen), die Regeln zur Bildung eines Satzes (syntaktische Information), der Klang des Wortes (phonologische Information) und das Aussehen des Wortes (orthographische Information).
Die lexikalischen Prozesse (Worterkennung beim Sprachverstehen und Wortauswahl bei der Sprachproduktion) verlaufen unterschiedlich. Gemeinsam ist ihnen eine Phase der Selektion aus den verschiedenen gefundenen miteinander konkurrierenden Auswahlkandidaten. Beim Abruf eines Eintrages erfolgt zunächst die Aktivierungsausbreitung im internen Netzwerk, gefolgt vom Auffinden möglicher Kandidaten, aus denen im dritten Schritt der endgültige Begriff ausgewählt wird.
Im Gegensatz zum Lexikon in Buchform sind die Einträge des mentalen Lexikons nicht alphabetisch sortiert. Die Abfrage häufig benutzter Wörter verläuft schneller als der Abruf seltener gebrauchter Wörter.
Je mehr benachbarte Worte beim Lesen vorliegen, desto langsamer verläuft die Verarbeitung (Nachbarschaftseffekt). Ähnliche Wörter („MAUT“, „MAUS“, „RAUS“) und Nichtwörter werden weniger schnell erkannt (Wortüberlegenheitseffekt).
Das Gehirn kann Wortbedeutungen auf mehreren Wegen abfragen, der Suchschlüssel ist dabei Klang, Orthographie oder Kontext. Das Gehirn ist flexibel (und vermutlich als neuronales Netzwerk Spreading Activation Network) organisiert und verarbeitet den Informationsfluss hochgradig parallel. Bei der Worterkennung existieren zwei parallel laufende Zugriffsmethoden auf die gesuchte Information im mentalen Lexikon (Dual Route Model).

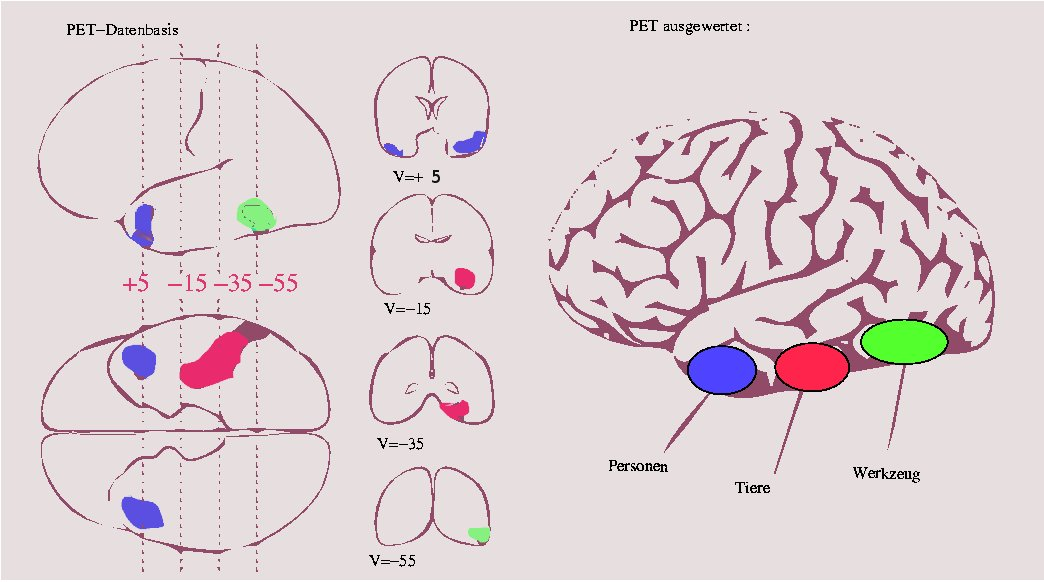
Übertragung von PET-Daten auf Hirnregionen

Michael Gazzaniga und Roger Sperry haben 1967 zeigen können, dass jede Gehirnhälfte ihr eigenes Lexikon haben kann. Zur Erforschung der neuronalen Grundlagen des mentalen Lexikons werden regelmäßig Probanden mit Schädigungen des Gehirns herangezogen, welche selektive Defizite aufweisen bei der Verarbeitung lexikalischer Inhalte (z. B. Wernicke-Aphasie, Semantische Demenz oder Tiefendyslexie). Zusammen mit modernen bildgebenden Verfahren und Methoden der Elektrophysiologie (EKP) gelang es zunächst Elizabeth Warrington, die Hirnregionen zur Speicherung von Lebewesen und Objekten einzugrenzen. Die Studie von Hannah Damasio konnte in Folge die Zonen für Menschen, Tiere und für Werkzeuge lokalisieren. Die empirisch ermittelten Annahmen konnten durch entwickelte Bildgebungsverfahren (zur Auswertung der PET-Daten) validiert werden.
Willem Levelt gliedert den Sprachproduktionsprozess in drei Hauptstufen, nämlich Konzeptualisierung, Formulierung und Artikulation. Code-Switching und Transferfehler bei Mehrsprachlern deuten darauf hin, dass im mentalen Lexikon für jede erworbene Sprache ein eigenes Lexikon aufgebaut wird, die parallel in der präverbalen Phase (vor dem Sprechen) bis zum Zeitpunkt der Artikulation benutzt werden. Diese Phänomene wären nicht möglich, wenn während der Sprachproduktion nicht beide Wörterbücher aktiv wären.

## Die zwei konkurrierenden Modelle der Sprachverarbeitung

### Hierarchisch-serielles Modell

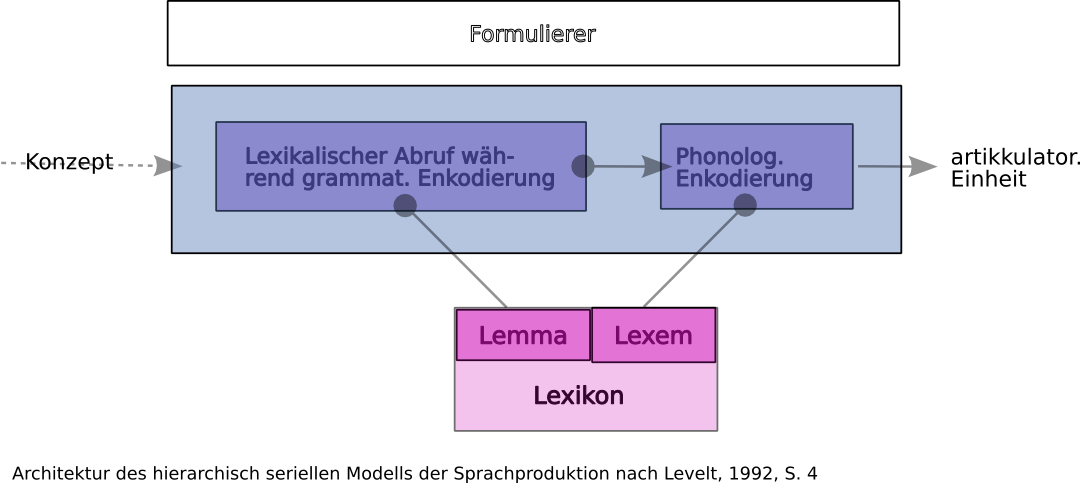
Hierarchisch-serielles Modell

Auf Willem Levelt geht die Theorie der hierarchisch-seriellen Modelle zur Sprachproduktion zurück. Dabei unterschied er 1989 zwischen drei verschiedenen Ebenen, der konzeptuellen, der lexikalischen und der artikulatorischen. Erfolgt auf der lexikalischen Ebene ein Zugriff auf das innere Lexikon, dann erfolgt dieser in zwei Schritten: Zunächst wird die Wortinformation (Lemma) abgerufen mit seinen Informationen zu Semantik und Syntax und dann das zugehörige Lexem, welches Auskunft gibt über Phonologie und Morphologie des Lemmas. Das Zungenspitzenphänomen und das Phänomen der Versprecher, welche entweder auf Wortvertauschungen auf der Lexemebene oder auf Lautvertauschungen auf der Lemmaebene erfolgen, gelten als experimentelle Evidenz dieser Aufteilung.

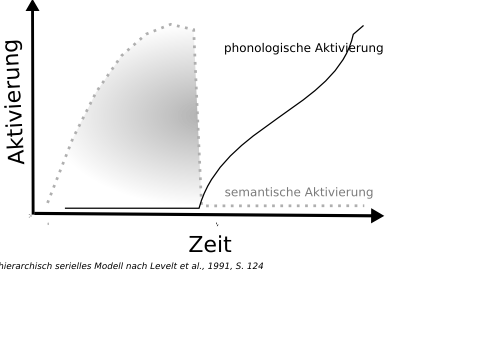
Aktivierung im hierarchisch-seriellen Modell

Das hierarchisch-serielle Modell zeichnet sich aus durch Serialität, Diskretheit und Unidirektionalität. Die Serialität geht davon aus, dass die drei Ebenen nacheinander stattfinden. Die Konzeptstufe ist befähigt, mehrere Lemmata auf der Wortebene zu aktivieren, von denen eines ausgewählt wird. Erst nach erfolgreicher Auswahl aktiviert das selektierte Lemma die entsprechenden Informationen der Lexemebene, während das Lemma vom aktivierten in einen Ruhezustand übergeht. Damit ergibt sich auch die Notwendigkeit, Aktivierung und Selektion als diskrete Vorgänge aufzufassen: Ein Vorgang kann erst starten, wenn die Vorstufe (durch die Selektion) abgeschlossen ist. Die Forderung der Unidirektionalität wiederum besagt, dass Folgeprozesse keinen Vorgänger aufrufen, also die Lexemebene nicht die Lemmaebene (im Sinne eines Top-down-Prozesses oder Feedbacks) aktivieren kann.

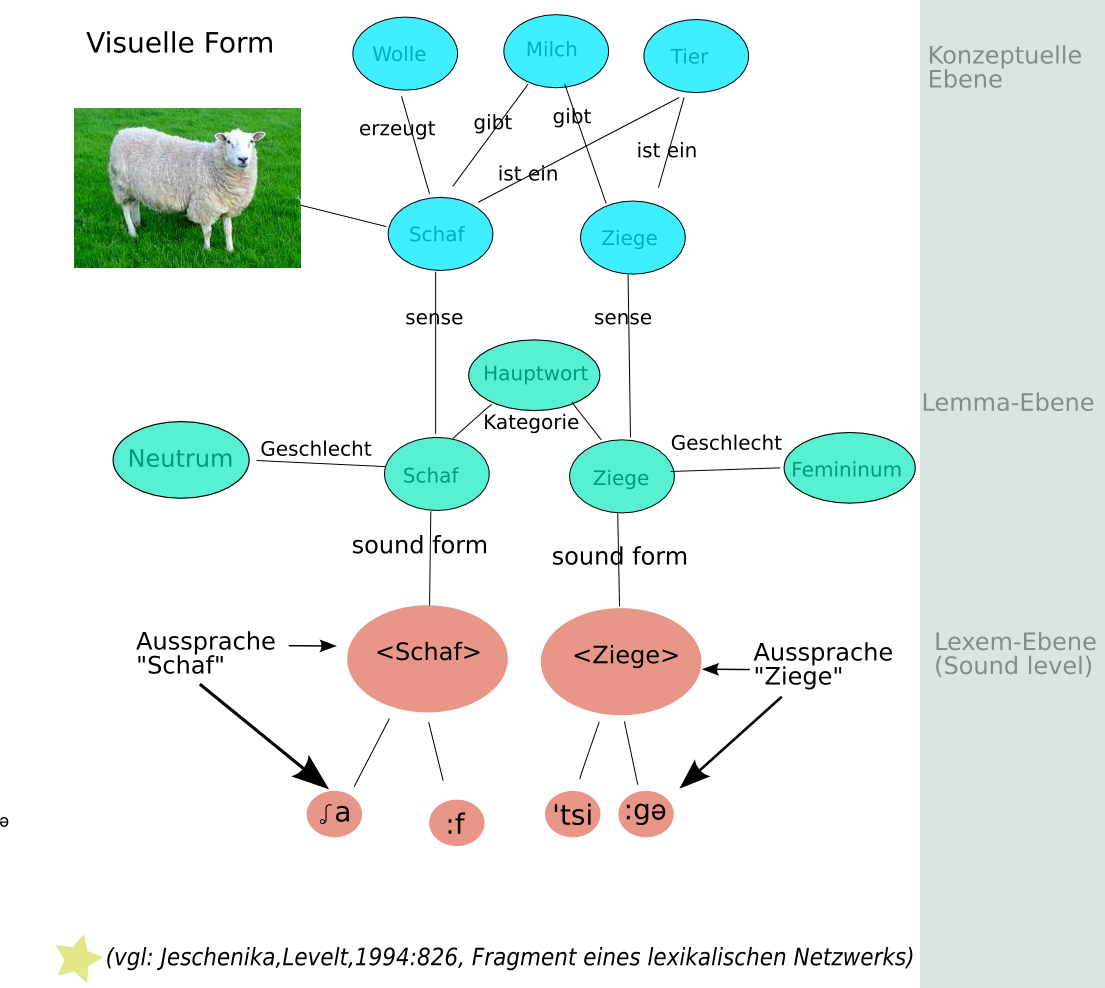
Semantisches Priming und Interferenz

Grundlage für die Annahme einer Unidirektionalität (Feedforward) waren Ergebnisse einer Bildbenennungsaufgabe (siehe auch semantisches Priming). Dem Proband wurden mehrere Bilder angeboten, welche er benennen sollte. Teilweise wurde ihm dabei mit dem Bild ein falscher auditiver Input dargeboten, bevor er das Bild beschreiben konnte (also in der lexikalischen Phase). So hörte er während der Aktivierungsphase aber noch vor der Selektionsphase das Wort "Ziege", obwohl ihm das Bild eines Schafes präsentiert wurde. Folge war eine semantische Interferenz: Da Schaf und Ziege semantisch verwandt sind, konkurrierten die beiden Begriffe und es kam zu falschen Bildbenennungen.
Neue Forschungen belegen, dass die Vorstellungen der Serialität und der Unidirektionalität nicht stimmig sind. So kommt es zur Aktivierung der Lexemebene, bevor die Lemmaebene abgeschlossen ist und ein Lemma selektiert wurde. Ebenfalls sind semantische Feedbacks messbar, also ein Rückfluss der Aktivierung der phonologischen Segmente zurück auf Wortebene verbunden mit einer Erhöhung der Aktiviertheit des entsprechenden Lemmas.
Diese Ergebnisse erweitern das komplexere hierarchisch-serielle Modell zum interaktiven kaskadierenden Modell, welches Überlappungen der jeweiligen Ebenen zulässt. Zusätzlich erklären die kaskadierenden Modelle Phänomene wie Lexical Bias Mixed Error und Malapropismus.

### Interaktives Aktivierungsmodell
Das interaktive Aktivierungsmodell (interactive activation model) von Gary S. Dell (1986) ist ein kaskadierendes Modell mit bidirektionaler Verarbeitung. Die Grundannahme ist, dass die Aktivierungsausbreitung (spreading activation) in einem neuronalen Netzwerk erfolgt. Daraus folgt, dass zugleich das ausgewählte Lemma wie auch semantische Alternativmöglichkeiten auf der Folgeebene phonologisch aktiviert werden. Ebenso wie beim hier nicht diskutierten hierarchischen Modell gliedern sich die verarbeitenden Teile in eine konzeptuelle Ebene, eine Lemma-Ebene, eine phonologische Ebene und eine artikulatorische Ebene.

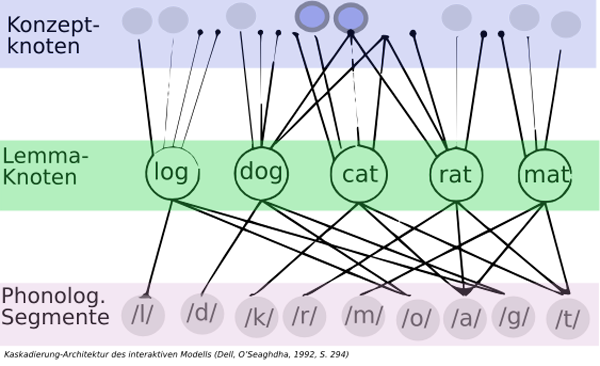
Interaktives Modell nach Gary S. Dell

Der Begriff „Knoten“ basiert auf der konnektionistischen Annahme, das Wissen werde gespeichert in der Verbindung unter den einzelnen (neurophysiologischen) Knoten eines neuronalen Netzes. Hierarchische Modelle wiederum gehen davon aus, dass Wissen als Einheit gespeichert wird. Wissen wird also im kaskadierenden Modell durch mehrere Knoten repräsentiert, und im hierarchisch-seriellen Modell als genau ein Knoten.
Stößt die konzeptuelle Ebene nun einen Knoten an und aktiviert ihn, dann kommt es zur Aktivierung aller lexikalischen Einheiten auf der Lemma-Ebene, welche mit diesem sprachlichen Konzept verbunden sind („dog“, „rat“, „cat“). Während auf der Ebene der Lemmata die Selektion noch andauert, aktivieren die schon gefundenen Lemmata ihre phonologischen Repräsentationen auf der phonologischen Ebene. Während der Auswahl werden die gefundenen Lemmas nach Wertigkeit geordnet, und das am höchsten gewichtete Lemma wird zum Ziel-Lemma. Wurde das Lemma mit höchster Wertung gefunden, so erhält auch seine phonologische Repräsentation die höchste Gewichtung und wird artikuliert. Normalerweise wird nur ein Ziel-Lemma gefunden, ansonsten treten Phänomene wie etwa Versprecher (falsche Selektion oder Verschmelzungen) oder ein Sprachwechsel auf.
Im Gegensatz zu hierarchisch-seriellen Ansätzen überschneiden sich die einzelnen semantischen und phonologischen Teilschritte der Sprachverarbeitung.

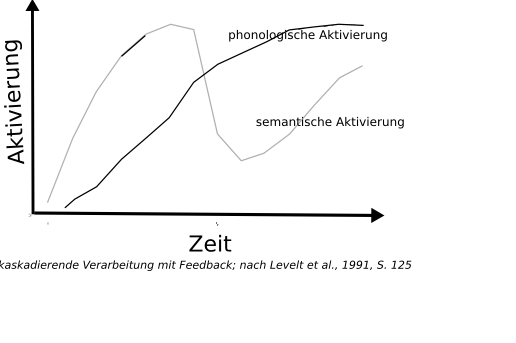
Aktivierung nach Willem Levelt

Bidirektionalität (Ausbreitung in beide Richtungen) ist nach Dell gegeben, da die phonologische Ebene wiederum gegenläufige Signale zurück zur semantischen Ebene zulässt. Ist das Ziel-Lemma selektiert, so bleibt die semantische Ebene aktiviert und ihre Kurve steigt nochmal an, da die phonologische Ebene antwortet und ein Feedback zurücksendet.
Die oben besprochenen Ebenen beinhalten deklaratives Wissen bezüglich der einzelnen Konzepte, Lexeme, Morpheme, Phoneme und Silben. Damit ist jedoch die Produktivität der Sprache nicht erklärt. Die Produktivität drückt sich wiederum in mehreren Ebenen aus: Die Kenntnis darüber, wie Worte verknüpft werden zu Sätzen, ist die syntaktische Produktivität. Phonologische Produktivität wiederum entspringt dem Wissen um die Phonotaktik der Erstsprache und ermöglicht, Nichtwörter von "richtigen" Wörtern zu unterscheiden. (So entspräche Knirf der deutschen Phonotaktik, während wohl jeder das Wort slmji ablehnen würde.) Die morphologische Produktivität erlaubt wiederum dem Sprecher, unter Verwendung der ihm bekannten Morpheme neue Wörter zu konstruieren.

Demnach bedarf es eines internen Regelwerks, welches weiß, wie die einzelnen Spracheinheiten miteinander verknüpft werden können. Dieser Container für linguistische generative Regeln muss zusätzlich verknüpft sein mit den jeweiligen Verarbeitungsebenen des kaskadierenden Modells.

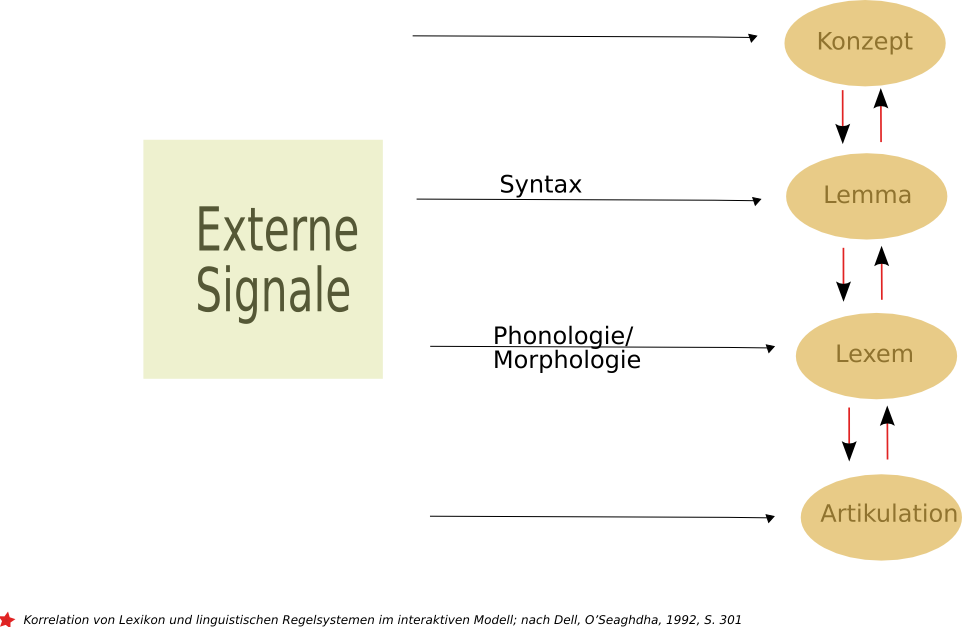
Korrelation von Lexikon und linguistischen Regelsystemen im interaktiven Modell

Während die konzeptuelle Ebene, die semantische und die phonologische Ebene deklaratives Wissen über Konzepte, Wörter, Morpheme, Phoneme und Silben repräsentieren, beinhaltet das linguistische Regelwerk Wissen über die Kombininationsmöglichkeiten dieser Einheiten:
Während der Produktion von Sprache schaffen die kooperierenden Regelsysteme gemäß der Theorie des slot-and-filler tagmemische Slots (Leerstellen) für Syntax, Morphologie und Phonologie (z. B. Onset vor Silbenkern und vor Auslaut), welche wiederum gefüllt werden.
Die im inneren Lexikon abgespeicherten Wissensinhalte und das linguistische Regelwerk verbinden die sogenannten, von James McCawley 1968 analysierten Einsetzungsregeln (englisch insertion rules) als Verarbeitungsinstanz. Diese füllt die vom Regelsystem generierten Leerstellen mit sprachlichen Einheiten auf. Das Zwischensystem bedarf also des Wissens, welche Leerstellen mit welchen Einheiten gefüllt werden darf.
Dells Modell unterscheidet also zwischen drei verschiedenen Arten linguistischen Wissens. Neben den Informationen, die das mentale Lexikon speichert, finden sich kategorienspezifische Regeln und zusätzlich Einsetzungsregeln, welche die anderen beiden Wissensarten miteinander verbinden.